# Jerry Jumonville

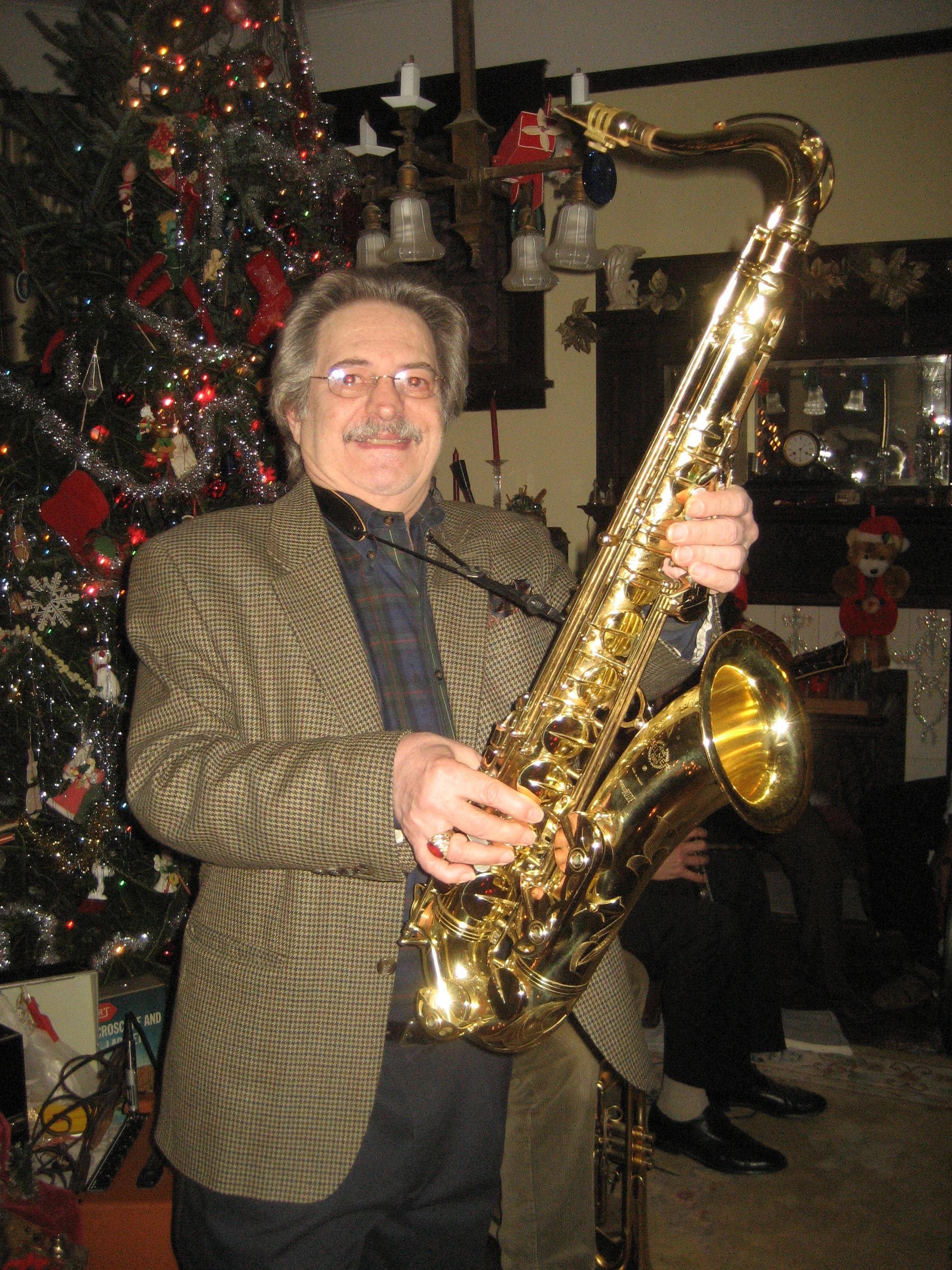
Jerry Jumonville 2010 bei einer Neujahrsparty

Jerome Noel „Jerry“ Jumonville (* 5. Dezember 1941 in New Orleans; † 7. Dezember 2019 ebendort) war ein US-amerikanischer Jazz-, Rhythm-&-Blues- und Studiomusiker (Tenorsaxophon).

## Leben und Wirken
Jumonville wuchs in New Orleans auf; erste Aufnahmen entstanden Mitte der 1960er-Jahre mit der R&B-Formation The Prime Ministers (Read 'Em and Weep). Er zog dann nach Kalifornien, wo er als Studiomusiker u. a. bei Aufnahmen von Stars wie Rod Stewart („Tonight’s the Night“, 1976) mitwirkte. Als Arrangeur und Musiker arbeitete er auch mit Ringo Starr, Van Morrison, den Doobie Brothers, The Beach Boys, Dr. John, Bonnie Raitt, Rickie Lee Jones, Nicolette Larson, Dusty Springfield, Dave Mason, Duane Allman, Johnny Rivers und Rodney Crowell, Kris Kristofferson, Rita Coolidge, Big Joe Turner, Gatemouth Brown, King Curtis, Freddie King und Delaney and Bonnie. Er trat außerdem in der Rockdokumentation Festival Express auf, 1979 mit Lowell George und in Bette Midlers Film The Rose (1979) auf. Als Musiker war er auch in dem Film Blueberry Hill (1988, Regie Strathford Hamilton) zu sehen. 
Im Bereich des Jazz war er laut Tom Lord zwischen 1965 und 2004 an zehn Aufnahmesessions beteiligt, ab den späten 1990er-Jahren in seiner Heimatstadt noch mit Johnny Angel und mit Ronnie Magri and His New Orleans Jazz Band. Nach seinem Debütalbum Jump City (1986) nahm er  2004 in Quartettbesetzung das Album You Are My Dream auf.

## Diskographische Hinweise
- Freddie King: Larger Than Life (1975)
- Big Joe Turner: Kansas City Here I Come (1984)